# Edmund Mortimer (5. hrabia Marchii)
Edmund Mortimer, 5th earl of March and 7th earl of Ulster (ur. 6 listopada 1391, zm. 18 stycznia 1425), właściciel jednej z największych możnowładczych fortun średniowiecznej Anglii. Jako dziecko przez krótki czas następca tronu Anglii.

## Dzieciństwo
Edmund urodził się 1391 r. Był synem Rogera Mortimera, 4. hrabiego Marchii, poprzez matkę Filipę prawnuk króla Anglii Edwarda III, oraz Eleanor Holland, córki hrabiego Kentu. Jego ojciec został 1385 r. wyznaczony na następcę tronu Anglii.
Po śmierci ojca w bitwie z Irlandczykami w 1398 r. Edmund został 5. hrabią Marchii i 7. hrabią Ulsteru oraz następcą króla Ryszarda II.

## Niewola
Edmund jednak nigdy nie dostąpił zaszczytu noszenia angielskiej korony. W 1399 r. Henryk Bolingbroke, syn 1. księcia Lancaster i wnuk Edwarda III wylądował w Anglii i zmusił Ryszarda do abdykacji. Ryszard umarł niedługo później prawdopodobnie zamordowany na rozkaz nowego króla Henryka IV. Edmund i jego brat Roger znaleźli się w więzieniu w zamku Windsor, ale byli traktowani honorowo.
Niewola zakończyła się w marcu 1405 r., kiedy to obaj chłopcy zostali porwani z Windsoru przez zbuntowanych przeciwko Henrykowi baronów – sir Edmunda Mortimera, wuja chłopców, i jego szwagra Henry’ego Percy’ego, syna hrabiego Northumberland, zwanego „Hotspur”, „Gorąca ostroga”, którzy uciekli z chłopcami do Walii, do walczącego tam z Anglikami Owena IV Glendowera.
W 1409 r. po stłumieniu rebelii i ścięciu tak sir Mortimera jak i Hotspura, obaj chłopcy ponownie trafili w ręce lancastrystów i zostali powierzeni pieczy księcia Walii. Roger zmarł niedługo później, zaś Edmund doczekał 1413 r., kiedy to nowy król Henryk V przywrócił mu wolność i wszystkie tytuły.

## Dalsze dzieje
Edmund cieszył się zaufaniem króla Henryka (zwanego często „królem Harrym”). Zaufanie to wzmogło się, kiedy Edmund w 1415 r. wyjawił królowi istnienie spisku, mającego go obalić i wprowadzić na tron właśnie Edmunda. Harry zareagował błyskawicznie – spisek został rozbity, zaś jego przywódcy powieszeni. Wśród nich znalazł się szwagier Edmunda hrabia Cambridge.
Mortimer towarzyszył królowi z kampanii we Francji 1415 r., ale z powodu choroby nie brał udziału w decydującej bitwie pod Azincourt. Później brał udział w podboju Normandii i dalszych walkach, które doprowadziły do podpisania w 1420 r. traktatu w Troyes. Po śmierci króla Harry’ego w 1422 r. Edmund wszedł w skład Rady Regencyjnej sprawującej rządy w imieniu małego Henryka VI.
Edmund zmarł w 1425 r. w Irlandii, nigdy się nie ożenił i nie pozostawił potomstwa. Jego ziemie i tytuły przejął Ryszard, książę Yorku, syn jego siostry Anny Mortimer i hrabiego Cambridge.